# Le Plessis-Grohan
Le Plessis-Grohan è un comune francese di 754 abitanti situato nel dipartimento dell'Eure nella regione della Normandia.

## Società

### Evoluzione demografica
Abitanti censiti